# Gerard van Maasakkers
Gerard van Maasakkers (né le 26 mars 1949 à Nuenen, Brabant-Septentrional) est un chanteur néerlandais d'expression brabançonne. Sa chanson la plus connue est Hee goade mee, qui est aussi l'une de ses plus anciennes. Cette chanson figure également chaque année dans le Brabantse top 100,,.

## Biographie
Pendant ses études d'horticulteur et d'architecte paysagiste, Gerard van Maasakkers s'investit toujours beaucoup dans la musique. Il est chef de chœur et compose une comédie musicale, Plint. 
Dans les années 1970, il est l'un des premiers chansonniers à savoir attirer un grand public aux chansons en langue régionale (en l'occurrence, le brabançon, dialecte du néerlandais, parlé dans le Brabant-Septentrional). Son premier album Komt er mer in sort en 1978 et rencontre un franc succès avec 15 000 exemplaires vendus. À partir de 1980, Gerard se consacre entièrement à la musique.
En juin 2008, Van Maasakkers célèbre son 30e anniversaire en tant que chanteur en donnant quatre concerts à guichets fermés au Muziekcentrum Frits Philips à Eindhoven. Un enregistrement de ces concerts est publié début 2009 sur le CD-DVD Jubilee. L'année du jubilé 2008 voit la sortie d'un album hommage, Anders, sur lequel des collègues tels que Bennie Jolink, Paul de Leeuw, Guus Meeuwis, Gert Vlok Nel et Mich Walschaerts interprètent des œuvres de Van Maasakkers.
Le chanteur occupe le devant de la scène dans un épisode de Volle Zalen en 2024, l'année de ses 75 ans, la même année, il est l'invité principal d'une émission de Groenteman on Sunday.

## Discographie
- 1978 : Komt er mer in
- 1980 : Vur de wind
- 1982 : Onderwege
- 1985 : Spiegelen
- 1990 : Nog's
- 1991 : Zonder titel
- 1994 : Iets van april
- 1996 : Boot 7
- 1998 : 20 Jaar liedjes LIVE!
- 2000 : Pas op de plaats
- 2003 : Vol dagen
- 2004 : Achterland
- 2007 : Zicht
- 2008 : Anders
- 2009 : Jubileum
- 2012 : Lijflied
- 2017 : 40 jaar liedjes (coffret 3 CD)
- 2019 : Ik loop
- 2022 : Efkes weer